# Ляпки (Кировская область)
Ляпки — деревня в Сунском районе Кировской области в составе  Кокуйского сельского поселения.

## География
Находится на расстоянии примерно 6 километров по прямой на юго-запад от районного центра поселка  Суна.

## История
Известна с 1678 года как починок над ключом с 1 двором, в 1764 в починке над ключом Иуды Комышева уже 81 житель. В 1873 году в деревне Иуды Комышева (Ляпки) дворов 13, жителей 67, в 1905 14 и 98, в 1926 13 и 61, в 1950 16 и 74, в 1989 проживало 79 человек. Нынешнее название используется окончательно  с 1939 года. 

## Население
Постоянное население  составляло 78 человек (русские 99%) в 2002 году, 34 в 2010.